# Народ-богоносец

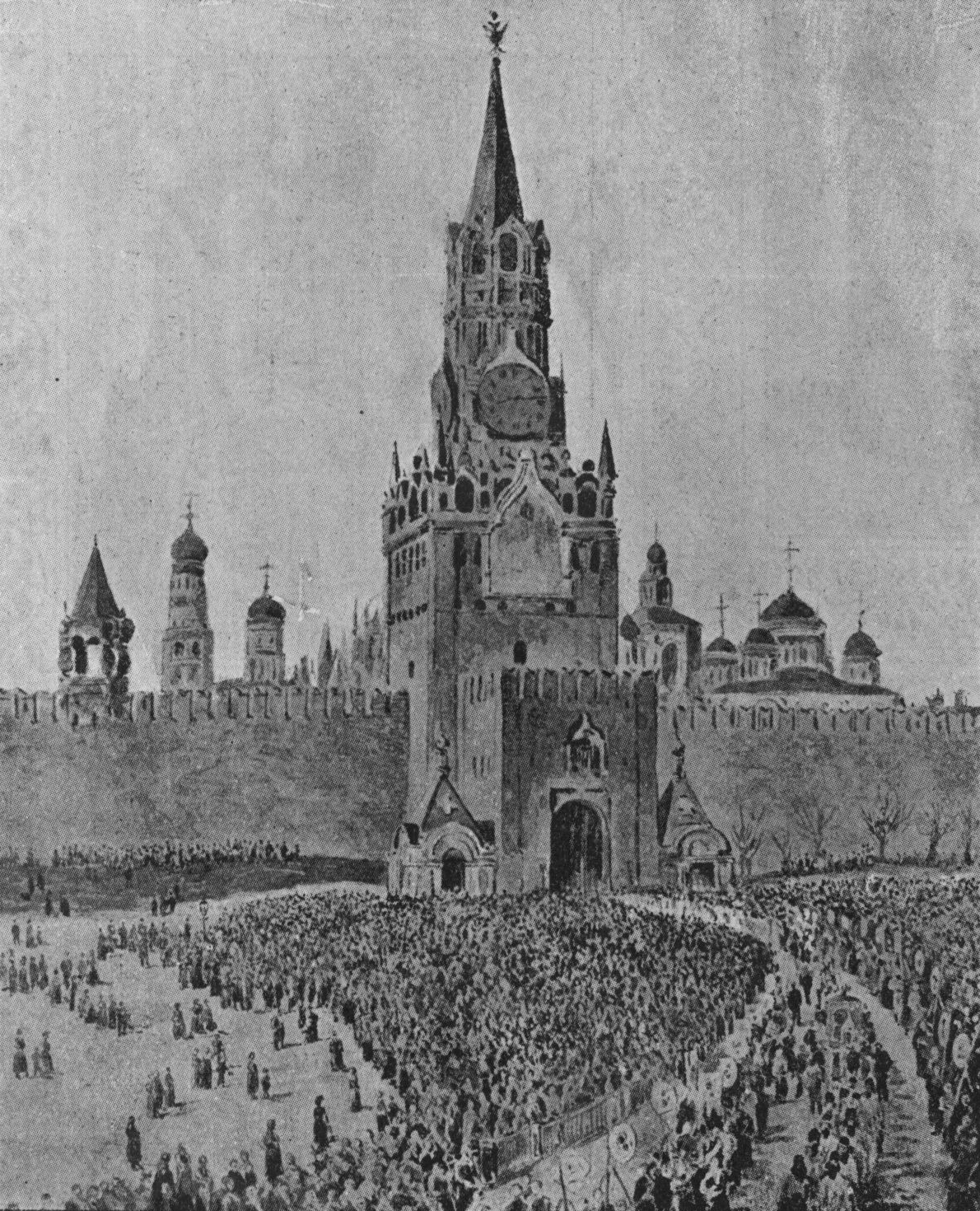
Крестный ход 12 апреля 1903 года (по старому стилю) в Данилов монастырь по случаю 600-летия со дня кончины святого князя Даниила

Народ-богоно́сец — в ряде мистических и славянофильских учений эпитет русского народа, рассматриваемого как богоносец (от др.-греч. Θεοφόρος), выполняющий «великую религиозную миссию».
Фёдор Достоевский описывал русскую культуру как основанную на глубоком православном понимании христианства, а русский народ — как народ-богоносец, имеющий особое призвание, заключающееся в том, чтобы указать человечеству религиозный путь к спасению и возглавить его на этом пути. Архимандрит Феодор (Бухарев) отводил особое место в истории «славяно-руссам», понимаемым им как народ-богоносец, хранимый Богом и Богородицей. Исторической миссией данного народа по его мнению, было «раскрыть силу православия для всех народов». В «Апокалипсисе» ничего не сказано о «славяно-руссах», однако Феодор доказывал, что Бог ожидает, что именно они распространят Истину по всему миру и преодолеют отступничество, поскольку они прочно вошли в лоно православной церкви и опираются на могущество России.
Взгляды Достоевского по еврейскому вопросу связаны со славянофильскими корнями его мировоззрения и русским национально-религиозным мессианизмом, входящим в противоречия с еврейским мессианизмом. В восприятии Достоевского существование евреев является вызовом христианству и, в первую очередь, русскому православию. Достоевский рассматривал русских как единственный подлинный народ-богоносец, и существование еврейского народа было живым опровержением его идей. В отличие от «русской идеи» Достоевский определял «жидовскую идею» как слепую плотоядную жажду личного обогащения, житейский материализм и безнравственность.
Ряд русских мыслителей различали национальный мессианизм и национальный миссионизм и смотрели на этот вопрос как принципиально важный для России. Так, философ Е. Н. Трубецкой утверждал, что «народов с каким-либо призванием или миссией, в частности с миссией религиозной, может быть много. Между тем народ-Мессия может быть только один. Как только мы допускаем, что народов-богоносцев, призванных спасать мир, существует не один, а хотя бы несколько, мы тем самым разрушаем мессианическое сознание и становимся на почву миссионизма». Он писал, что «русский национальный мессианизм всегда выражался в утверждении русского Христа, в более или менее тонкой русификации Евангелия». Трубецкой призывал отвергнуть «ложный» антихристианский мессианизм и понимать Россию не как «единственный избранный народ, а один из народов, который совместно с другими народами призван делать великое дело Божие, восполняя свои ценные особенности столь же ценными качествами всех других народов-братьев».
«Народ-богоносец» составляет парадигму русской философии серебряного века. Идея призвана объяснять мессианскую роль православной культуры в объединении и «завершении» истории и метаистории.
Предполагаемая эклектичная русская ментальность выражается образом святого Христофора, пользующегося особым почтением у старообрядцев. Он вышел из язычества, по легенде имел имя Репрев — «отверженный», «дурной», но он стал одним из первых ревнителей христианства. Облик этого святого связывается с предполагаемой двойственностью русской ментальности — в русской традиции он изображается в образе великана с головой собаки или волка. На стремление к очищению и покаянию «русская натура» отвечает анархией, демонизмом, витализмом. Святая сущность, построенная по образу и подобию Божию, сочетается с неокультуреностью. Так воспринимается популярный у русских религиозных философов образ народа-богоносца. Утверждается, что задача культуры для русского народа состоит в преодолении языческого начала посредством духовного роста, мессианской идеи. В рамках этой позиции любая перспектива, отличная от православного подвижничества, ведёт к духовной и нравственной деградации и возврату к витализму.
Функция России в рамках данной философии понимается как противодействие античеловеческой цивилизации, прежде всего США. Если Россия приобретёт достаточно силы, она исполнит свою мессианскую задачу. Бердяев писал: «Во всем мире, во всем христианском человечестве должно начаться объединение всех положительных духовных, христианских сил против сил антихристианских и разрушительных. Я верю, что раньше или позже в мире должен возникнуть „священный союз“ всех творческих христианских сил, всех верных вечным святыням». С позиции русской религиозной философии Россия располагает достаточным потенциалом для реализации идеи народа-богоносца: творческим потенциалом, целостным сознанием, нераздельным с высшим духовным началом.
В среде православных монархистов казнь царя уподобляют распятию на Голгофе, и выдвигается идея, что после его расстрела роль «удерживающего» взяла на себя сама Богородица. Евреев они считают «сатанинской силой», приближающей приход антихриста. Другие православные деятели идею Богоматери как «удерживающего» рассматривают как ересь, наделяя этой ролью «законность и порядок» или «русское государство». Так считал, например, митрополит Санкт-Петербургский и Ладожский Иоанн Кронштадтский, по мнению которого «удерживающим» является Россия в целом. Некоторые вместе с этим называют также Русскую православную церковь. В XIX веке все это считалось бы кощунством, поскольку как помазанник Божий понимался тогда император, а народ и государство не могли выступать в этой роли. Но после отречения и казни императора антихрист так и не пришёл, и вновь встал вопрос об «удерживающем». Тогда ряд священнослужителей стал рассматривать русских как «народ-богоносец». Вместе с идеей, что именно православие есть «истинное христианство», эта концепция породила представление, что «удерживающим» стала сама Россия.
Русский православный фундаментализм включает ярко выраженное политическое мессианство, восходящее к концепции «Москва — третий Рим». Проповедуется идея об исключительности России, рассматриваемой как средоточие духовной истины, добродетели и благочестия, а русские — как народ-богоносец, носитель истинной православной веры. По мнению русских православных фундаменталистов, нравственная исключительность ведёт к тому, что народ-богоносец подвергается гонениям. Утверждается, что на русской земле идёт битва между силами света и тьмы, русский народ претерпевает страдания ради добра, истины и справедливости. Патриотизму даётся метафизическое обоснование, любовь к родине и единство народа считаются святыми чувствами. Русский православный фундаментализм носит ярко выраженный государственнический характер. Залогом сохранения благочестия фундаменталисты считают единство государства, церкви и народа («народность»), поэтому они выступают за активное влияние церкви на политику, которое должно достигаться соединением её с государством. Своими врагами фундаменталисты считают как внешние, так и внутренние социальные силы и процессы.
Возвращение православия в общественный дискурс и включение в него национал-патриотов сопровождались ростом популярности эсхатологии, которая помогала осознать кризисные явления и выработать собственное понимание места России в мире. Применяется традиционалистская концепция инволюции, согласно который происходит неизбежное движение мира от золотого века к упадку и разложению, что в рамках христианской эсхатологии объясняется действием «сатанинских сил», освобождающих путь антихристу. Этим силам способен противостоять только «удерживающий», поэтому главный конфликт в мире происходит между ним и «силами зла». Новозаветный миф отождествляет последних с иудеями, что закрепила длительная богословская традиция, которая служит опорой национал-патриотам. Он стремятся найти знаки приближения антихриста почти в любой деятельности тех, кого они называют иудеями, евреями, сионистами, масонами. В число этих врагов включаются католики и протестанты, которые, согласно православным национал-патриотам, слепо следуют за иудеями в исполнении их планов.
Русская православная традиция, рассматривая русский народ как «богоносный», а Москву - как «третий Рим», исходит из идеи, что истинный христианский дух сохранило только русское православие. Это концепция противопоставляет Россию всему остальному миру, который понимается как отступивший от Бога и предавшийся разложению. В этом контексте в среде русских священников и старцев распространились мессианские пророчества, что судьба России — чудесным образом избежать царства антихриста и спасти от него весь остальной мир. Прежний лозунг «СССР — гарант мира и флагман прогрессивного развития» сменился на формулу «Россия — последний оплот христианства, препятствующий приходу антихриста». Однако Россия, таким образом, стала пониматься как главная цель «сатанинских сил», что и создавало основу для параноидальных чувств национал-патриотов, ведущих к крайним формам ксенофобии, включая антизападничество. Возврат к традиционной православной историософии ведёт к возвращению увязанного с ней доктринального религиозного антисемитизма. Традиционалистский подход придал религиозную основу сформировавшемуся ранее советскому «антисионизму». Получила популярность также идея православной монархии, следующая из функции «удерживающего», поскольку речь идёт не столько о политической власти, сколько о религиозной миссии спасения мира от сатанинских сил. Фундаменталистский подход к православию делает политический фактор функцией религиозного, наподобие тому, как в исламе религия не отделена от политики.
Выходившая в 1990-е годы газета «Земщина», возрождая идеологию дореволюционного «Союза русского народа», продвигала традиционалистскую трактовку истории, согласно которой сотворённый Богом мир с течением времени разлагался и клонился к упадку, и в итоге наступали «последние времена», эпоха антихриста. Залогом устойчивости мира была объявлена Россия и её «богоносный народ», а «удерживающим» — православный царь. В июне 1992 года священник Дмитрий Дудко поставил вопросы о конце света и «богоносности» России, против которой, по его мнению, пошел весь мир, подстрекаемый Синедрионом. Обращаясь в теме миссии России в мире, он вначале отсылал к пророчеству Достоевского, а не к отцам церкви. Он утверждал, что антихрист ещё не пришел, поскольку ещё есть «удерживающий». Он считал, что это сама Россия, позднее указывал на русских старцев, в том числе Серафима Саровского. Православный писатель Валерий Филимонов восхищался российским величием и «народом-богоносцем»; он писал о Святой Руси, хранительнице православия; православное мировоззрение он сочетал с ностальгией по советскости.
Монархический публицист Михаил Назаров резервировал роль «удерживающего» за Россией, поскольку в Священном Писании о ней и её исторической миссии ничего не сказано. Он связывал это с православной проповедью Евангелия во всём мире в предапокалипсические времена, заменяя христианскую проповедь православной, а предсказанное быстрое возрождение церкви — на возрождение России. По его мнению, если антихрист до сих пор не пришёл, за это нужно благодарить русский «богоносный народ», в первую очередь его «остаток» — праведников. Там, где в пророчествах обычно понимаются христиане, он говорил о православных, считая, что других истинных христиан в мире не осталось. Назаров изображал Россию богоносной и уподоблял её Христу: в XX веке она взошла на свою Голгофу, была распята и принесла искупительную жертву. По этой причине ей предстоит воскреснуть.
Газета «Русский порядок» «Русского национального единства» (РНЕ) писала о том, что под созвездием Рыб находится иудейский народ, а под знаком Водолея — русский народ, носитель Провидения, которому суждено победить мировое зло и спасти человечество (1993). Александр Баркашов, руководитель РНЕ, провозглашал начало Эры России, которая сперва проявится в «наведении порядка» в самой России, затем Россия получит мировое господство. Русский народ является народом-богоносцем, а евреи — богоборцами, воплощением абсолютного зла, Дьявола. Они, по его утверждениям, устроили геноцид русского народа после 1917 года. «Россия возрождается сегодня не как „общее экономическое пространство“, а как метафизическая сущность — проявленный в мире оплот Бога, для последней схватки с абсолютным злом — дьяволом и его порождением — химерической, богоборческой западной цивилизацией во главе с Израилем и США».